# Bathos
Bathos ( /ˈbeɪθɒs/; del griego βάθος, lit. "profundidad") es un término literario, usado por primera vez en este sentido en el ensayo de Alexander Pope "Peri Bathous" (1727), para describir un intento divertidamente fallido de mostrar grandeza artística. En la actualidad, el término bathos se refiere a un anticlímax retórico —una transición abrupta de un estilo elegante o elevado o de un tema grandioso a uno común o vulgar— que ocurre bien por accidente (por ineptitud artística) o de manera intencional (para efectos cómicos). El bathos intencional aparece en géneros satíricos como el burlesque y la épica heroicómica. Los términos "bathos" o "bathético" también se utilizan para referirse a efectos similares en otras ramas de las artes, por ejemplo acerca de pasajes musicales marcados ridicolosamente. En el cine, el bathos puede aparecer en un corte de contraste que se usa por efecto cómico o puede ser resultado de un corte accidental.

## Definición de Alexander Pope

### The Art of Sinking in Poetry (El arte de hundirse en poesía)
El término bathos fue introducido como término para describir la combinación de lo muy alto con lo muy bajo por Alexander Pope en su ensayo Peri Bathous, or the art of sinking in poetry (1727). Por un lado, la obra de Pope es una parodia en prosa de Peri Hupsous (De lo sublime) de Longino, en la que imita el sistema de Longino con el objeto de ridiculizar a los poetas contemporáneos, pero, por el otro, es un golpe que lanzaba Pope en su lucha constante contra los "necios".
El modelo más cercano en que se basó el ensayo de Pope es el Tratado de lo sublime de Boileau de 1712. Pope era admirador de Boileau, pero uno de los adversarios literarios de Pope, Leonard Welsted, había publicado en 1726 una "traducción" de Longino que no era más que una traducción de Boileau. Como Welsted y los otros enemigos de Pope enarbolaban este concepto de "sublime", Pope decidió comentar y contraponer tal sistema con su Peri Bathos en el Miscellanies de Swift-Pope-Gay-Arbuthnot. Donde Boileau había ofrecido una discusión detallada de todas las formas en las cuales la poesía podía ascender o ser "asombrosa", Pope ofrece un diagrama extenso de las formas en las cuales los autores podían "hundirse" en la poesía, satirizando a los hombres mismos que estaban aliados con Ambrose Philips. Pope y Philips habían sido adversarios desde que Pope publicó sus Odas, y la rivalidad se expandió también a los asuntos políticos. Según Pope, el bathos puede entenderse más fácilmente por referencia a hacer el amor después de dos años de matrimonio, lo que se encuentra claramente en oposición binaria a lo sublime, pero no es por ello menos político. Se creía que Edmund Burke había quedado particularmente convencido con la articulación que hiciera Pope del amor después del matrimonio, lo que habría inspirado el ensayo de Burke Indagación filosófica sobre el origen de nuestras ideas acerca de lo sublime y de lo bello (1756).
Un ejemplo del estilo y sátira de Pope se aprecia en cómo describe el hundimiento en la pintura. El bodegón o naturaleza muerta ocupaba comúnmente el lugar más bajo en la clasificación jerárquica académica de géneros pictóricos. Pope describe, sin embargo, cómo podía caer y, con la sola palabra "endurecer", evoca la mortalidad no natural que es una señal de fracaso incluso en este género "bajo":
Muchos pintores que nunca pudieron hacer bien una nariz o un ojo, han copiado con felicidad una viruela o han sido admirables haciendo un sapo o un arenque rojo. Y rara vez nos encontramos sin genios haciendo naturaleza muerta, a la que pueden trabajar y endurecer con precisión increíble. ("Peri Bathous" cap. VI).
En los capítulos X y XI, Pope explica el uso cómico de los tropos y figuras retóricas.
Si bien el manual de mal verso de Pope ofrece numerosos métodos para escribir mal, de todas estas formas de "hundirse", el método que se recuerda más frecuentemente es el acto de combinar asuntos muy serios con otros muy triviales. La yuxtaposición radical de lo serio con lo frívolo hace dos cosas. En primer lugar, viola el decorum, o lo adecuado del tema, y, en segundo lugar, crea humor con una inesperada e inapropiada yuxtaposición.

### Evolución posterior
Desde los días de Pope, el término "bathos", debido acaso a la confusión con "pathos ", se ha aplicado a formas de arte y, en ocasiones, eventos, en los que algo es tan patético que es gracioso.
Cuando los artistas mezclan de manera consciente lo muy serio con lo muy trivial, el efecto es de humor surrealista y absurdo. No obstante, cuando un artista no es consciente de la yuxtaposición (por ejemplo, cuando un cineasta pretende que un hombre en traje de gorila y con un casco de buceo sea aterrador, como en la película Robot Monster de Phil Tucker), el resultado es bathos.
Puede afirmarse que algunas formas de kitsch (en particular, la replicación de temas serios o sublimes en un contexto trivial, como paños de cocina con impresiones de La Última Cena de Tiziano o pistolas que son en realidad encendedores de cigarrillos)[cita requerida] expresan el bathos en las artes concretas.
Un gozo tolerante, si bien distante, de las características estéticas que son inherentes al bathos inocente, inconsciente y honesto es un elemento de la sensibilidad camp, tal y como fue analizada por primera vez por Susan Sontag en su ensayo de 1964 "Notes on camp".

### SiglosXVIIyXVIII

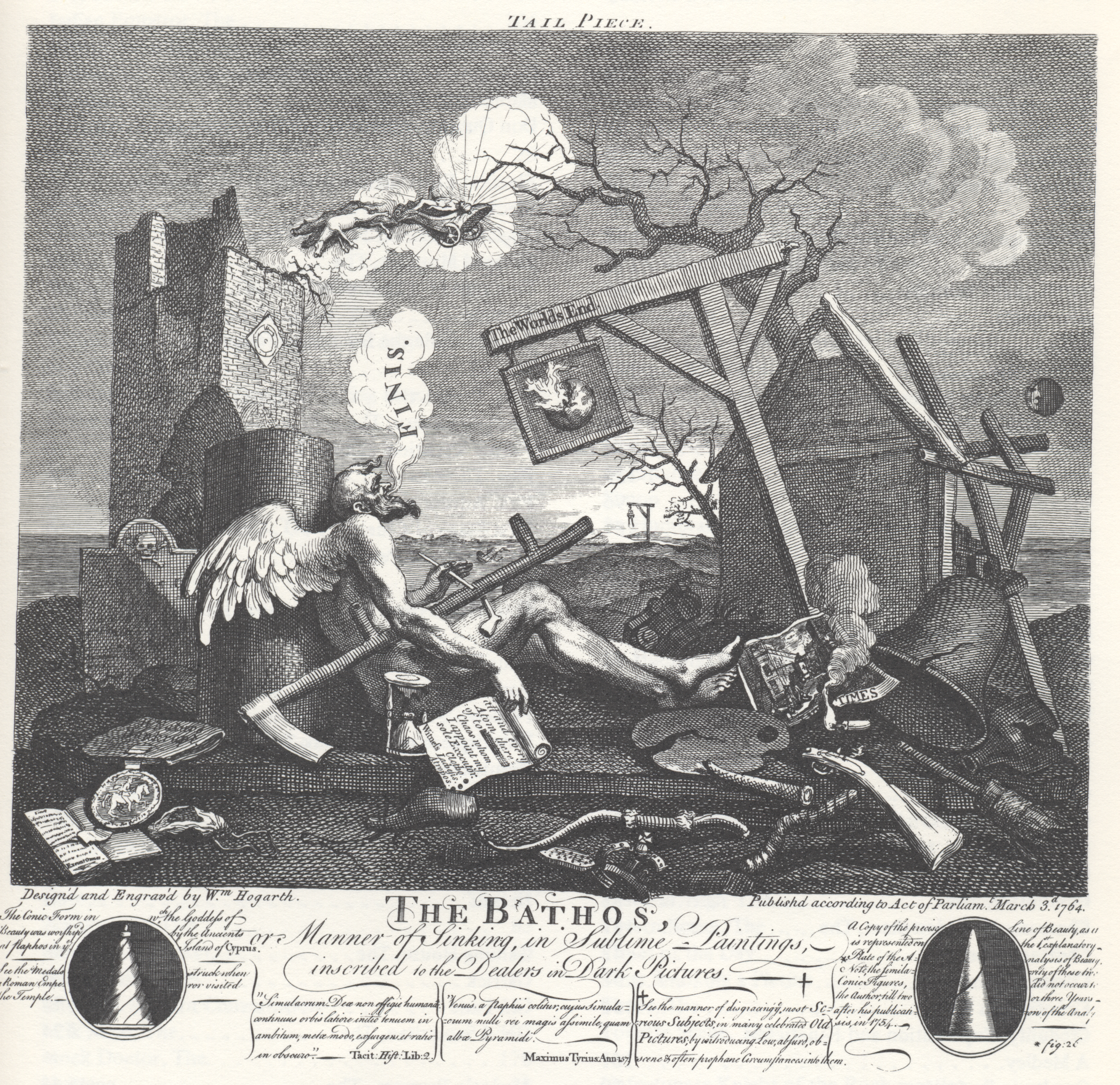
The Bathos de Hogarth

El bathos, como los describiera Pope, puede encontrarse en un pensamiento que se infla grandiosamente y se revienta a sí mismo: Pope ofrece el ejemplo de un "Maestro de un espectáculo en Smithfield, que escribió en grandes letras, sobre la imagen de su elefante:
"Este es el elefante más grande del mundo, con excepción de sí mismo".
Varias décadas antes de que Pope acuñara el término, John Dryden había descrito uno de los escenarios imponentes y mágicamente extravagantes de su espectáculo de la restauración, elAlbion y Albanius (1684-1685) de esta manera:
“La cueva de Proteo surge del mar, consta de varios arcos de trabajo en roca, adornados con nácar, coral y una abundancia de conchas de varios tipos. A través de los arcos se ve el mar y partes del muelle de Dover".
Pope mismo empleó este tipo de figura intencionalmente de manera humorística en su herocomedia El rizo robado, en la que una dama se molestaba por la muerte de un amante "o la de un perro faldero". Søren Kierkegaard, en La enfermedad mortal, hizo lo propio al sugerir que el "yo" es fácil de perder y que la pérdida de "un brazo, una pierna, un perro o una esposa" serían más graves. Cuando se hace con intención, esta es una forma de sátira o la figura literaria de socavar. Cuando el contexto exige una interpretación elevada, seria o grandiosa, sin embargo, el efecto es bathos.
En 1764, William Hogarth publicó su último grabado, El Bathos, o la manera de hundirse en pinturas sublimes inscritas a los comerciantes de cuadros oscuros, que muestra al Padre Tiempo yaciendo exhausto en una escena de destrucción, y que parodia la moda de la época de obras de arte "sublimes", a la vez que satiriza las críticas hechas a las obras mismas de Hogarth. También puede verse como un vanitas o memento mori, presagiando la muerte de Hogarth seis meses después. Con el título de Pieza de cola (o Cordal), estaba pensada como pieza de cola para una edición encuadernada de los grabados de Hogarth.

## Ejemplos

### Tradicionales
El poema narrativo de Alfred Lord Tennyson, Enoch Arden, termina con los siguientes versos:
Murió así la fuerte alma heroica.

Y cuando le enterraron el puertecillo

Había rara vez presenciado un funeral más costoso.
Tras estrofas de un elevado lenguaje poético , el poeta, en tres breves versos, cierra una historia llena de pathos con detalles mundanos y prácticos. El efecto saca al lector del mundo poético, ofreciendo a la vez un comentario sobre la finalidad de la muerte y la brevedad de los actos heroicos.
Una representación musical se puede encontrar en el Octeto para instrumentos de viento del compositor Igor Stravinsky de 1923. Los dos primeros movimientos, así como la mayor parte del tercer movimiento siguen estructuras clásicas tradicionales, si bien empleando armonías modernas e innovadoras. Los últimos quince segundos de la obra de 25 minutos, sin embargo, se convierten de manera abrupta y caprichosa en la armonía, el ritmo y el estilo populares que se encuentran en la música contemporánea de los salones de baile.

### Modernos
La película británica "The Lair of the White Worm" utiliza un divertido ejemplo de bathos cuando la villana dedica una perorata más bien poética a la supuesta grandeza del dios al que adora solo para que el clímax de su discurso se vea interrumpido por alguien tocando a la puerta y lo termine con un mundano "ah, mierda...".

"Los cineastas hablan de "malas risas". Ocurren cuando el público se ríe cuando no se supone que deba hacerlo. Es posible que sea ésta la primera película que es en su totalidad una mala risa".
Roger Ebert acerca de The Hindenburg (1975)

Los ejemplos contemporáneos a menudo llevan la forma de analogías, escritas para que parezcan chistosas de manera involuntaria:
- Week 310: It's Like this de la columna concurso de humor de The Style Invitational en The Washington Post '' (14 de marzo de 1999), sobre analogías humorísticas, muchas de las cuales demuestran bathos, tales como:

La bailarina se levantó graciosamente en puntas y extendió una delgada pierna tras de sí, como un perro en un hidrante.
El Concurso de ficción Bulwer-Lytton incluye prosa púrpura, que muestra bathos en ocasiones:
Les quedaba tan solo una última noche juntos, así que se abrazaron con tanta fuerza como esa barrita queso de dos sabores entrelazados que es naranja y blanco amarillento, el naranja probablemente un cheddar suave y el blanco... mozzarella, aunque también puede ser provolone o simplemente queso americano, ya que en realidad no sabe tan diferente al naranja, aunque te quieren hacer creer que es así coloreándolo diferente.
Mariann Simms, Wetumpka, Alabama (ganadora de 2003)
El comentarista británico de dardos Sid Waddell era famoso por sus frases ingeniosas, incluyendo el siguiente ejemplo:
“Cuando Alejandro de Macedonia tenía 33 años, lloró lágrimas de sal porque no había más mundos que conquistar.... Bristow (un jugador de dardos) solo tiene 27 años ".
La película mocumental This is Spinal Tap también contiene una escena que muestra el uso del bathos, en la que el miembro de la banda (ficticia) Nigel Tufnel explica los orígenes de una nueva canción en la que está trabajando al entrevistador Marty DiBergi :
Tufnel: "Es parte de una trilogía, una trilogía musical en la que estoy trabajando en re menor, que es la más triste de todas las escalas, me parece. La gente llora tan pronto la oye, y no sé por qué".
DiBergi: "Es muy bonita".
Tufnel: "Ya sabes, solo líneas simples entrelazadas, ya sabes, muy parecido a ... me han influenciado mucho Mozart y Bach, y es algo intermedio entre ellos, a decir verdad. Es como una pieza de Mach, a decir verdad. Es una especie de..."
DiBergi: "¿Y cómo se llama?"
Tufnel: "Bueno, esta pieza se llama 'Lick My Love Pump'" (Lámeme la bomba de amor).